# Palacio Presidencial (Chad)
El Palacio Presidencial (Palais présidentiel) es un inmueble situado en Yamena, la capital de Chad. También es conocido como Palacio Rosa (en francés: Palais rose) debido al color ligeramente rosado de la fachada.
Es la sede de la presidencia de la República de Chad, aunque a veces se emplea en francés la denominación del edificio por metonimia para designar a la institución. También es la residencia oficial del presidente de la República, quien vive allí con la primera dama y recibe a los invitados en visitas oficiales.